# Galgóczi Ferenc Gábor
Galgóczi Ferenc Gábor (Galánta, 1719. február 13. – Nagyszombat, 1798. október 27.) teológiai doktor, apát-kanonok és főesperes.

## Élete
Galántai származású volt; 1738-39-ben a bölcseletet Nagyszombatban, további tanulmányait pedig a Pázmány-intézetben (1740. október 31-től) és a római Apollinare kollegiumban végezte. 1742. március 28-án betegség miatt hazatért. 1744-ben Pápa város plébánosa lett. 1764. április 13-án pozsonyi, 1766. március 29-én esztergomi kanonok és egyúttal a bécsi Pazmaneum igazgatója, 1768-ban Szent Andrásnak bisztricai címzetes apátja, 1772. május 16-án komáromi főesperes lett. 

## Munkái
- A meg-győzhetetlen leghatalmasabb római császárnak Első Ferencznek német országi és jeruzsálemi királynak.... külső és belső drága jó erkölcsei s ugyan azokból származott isten és világ előtt való szeretete és dicsérete, melyet azon alkalmatossággal, midőn a fels. királyi udvari magyar kamara 1765. eszt. mindszent havának 22. napján fönt nevezett fels. császárnak boldog emlékezetit három napi halottas pompával áhitatosan tisztelné, örökös hálaadó szivvel hirdetett. Pozsony.
- A mélt. gróf Bathiani Lajos Németh Ujvár örökös uranak magyarországi palatinusnak nagy érdemei s első ifjuságtol fogvást, utolsó ideig való tökéletes erkölcsei, melyeket a pozsonyi káptalan, és város templomában 1766. eszt. bőjt második havának 10. napján, midőn tudnia illik a fent titulált istenben boldogúlt urnak Mélt. gróf fiai édes attyokhoz való fiui szereteteket bizonyítván, annak emlékezetit halottas solemnitással tisztelnék, élő nyelvvel hirdetett. Pozsony. (Végén: Inscriptiones cenotaphii.)
- Sacerdos magnus, azaz Mltgs Gusztini János nyitrai püspöknek nagy érdemei, jeles cselekedeti, melyeket hideg tetemeinek el takarításával midőn azok 1777 a Nittrai püspöki székes templomban le helleztettenek volna, élő nyelvel elől hozta. Nagy-Szombat.